# آسستس

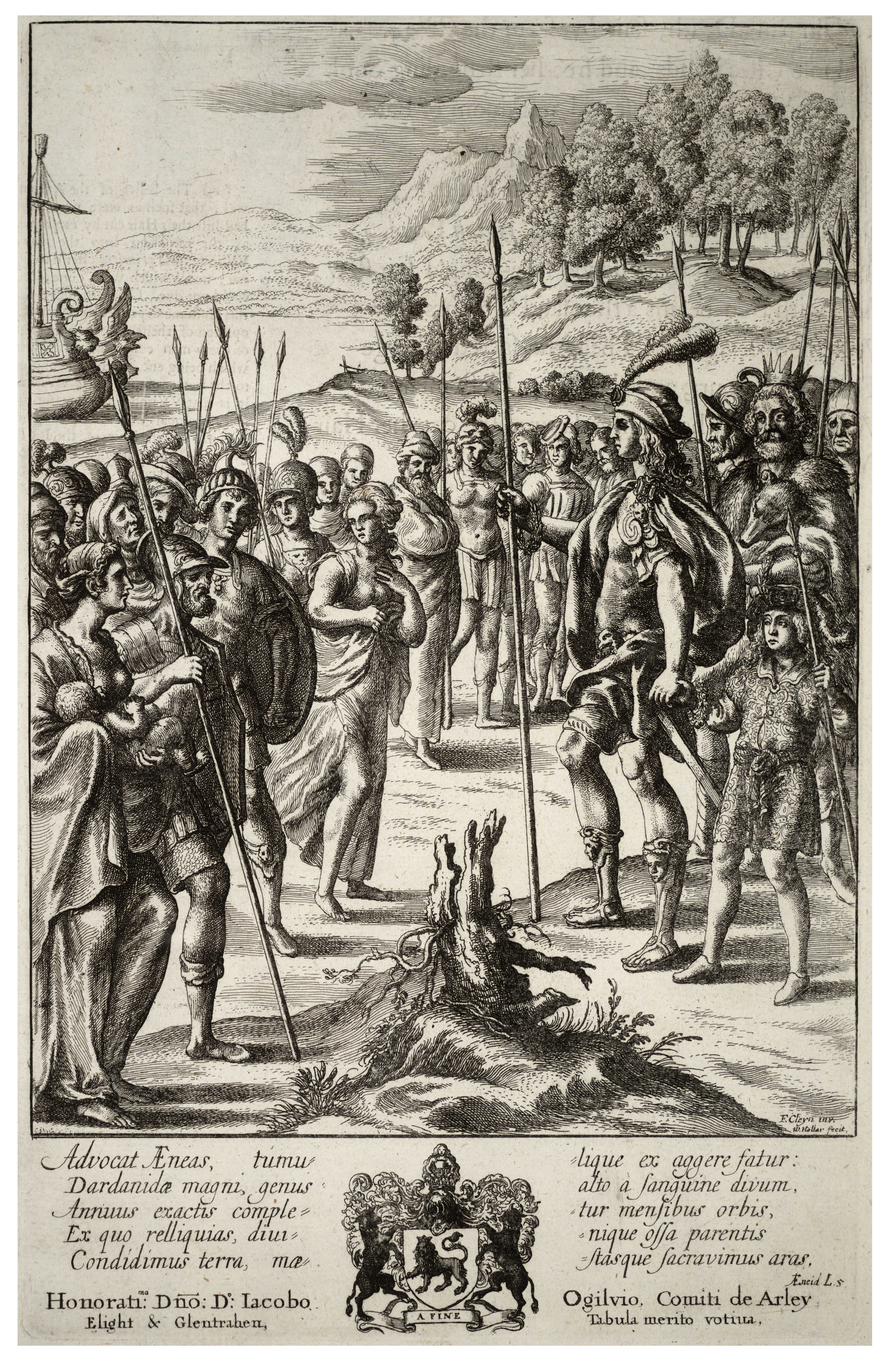

آسستس (یونانی باستان: Ἀκέστης) در اسطوره‌شناسی روم پسر خدای رودخانه  سیسیل،  کرینیسوس و متولد توسط زنی داردانی یا تروآیی به نام اگستا یا سگستا بود.